# آني فوريمان ماكي
آني فوريمان ماكي (بالإنجليزية: Annie Foreman-Mackey) (و. 1991  م) هي دراجة كندية، ولدت في كينغستون، شاركت في دورة ألعاب الكومنولث 2018 ‏.
.

## روابط خارجية
- آني فوريمان ماكي على موقع الاتحاد الدولي للدراجات (الإنجليزية)
- آني فوريمان ماكي على موقع أرشيف الدراجات (الإنجليزية)
- آني فوريمان ماكي على موقع إحصائيات الدراجات الإحترافية (الإنجليزية)
- آني فوريمان ماكي على موقع نسبة الدراجات (الإنجليزية)
- آني فوريمان ماكي على موقع أوليمبيديا (الإنجليزية)